# 神奈川リハビリテーション病院
神奈川県総合リハビリテーションセンター 神奈川リハビリテーション病院（かながわけん そうごうリハビリテーションセンター かながわ リハビリテーションびょういん）は、国内初で神奈川県が設置したリハビリテーション専門の県立病院。神奈川県厚木市に所在し、指定管理者として社会福祉法人 神奈川県総合リハビリテーション事業団が運営し、脊髄損傷、脳神経疾患、骨関節疾患、小児リハビリ、神経難病などに対応する。

## 診療科
- 整形外科
- リハビリテーション科
- 内科
- 外科
- 脳神経外科
- 泌尿器科
- 神経内科
- 小児科
- 眼科
- 耳鼻咽喉科
- 皮膚科
- 歯科口腔外科
- 麻酔科

## その他部門
- 看護局
- リハビリテーション局
  - 理学療法科
  - 作業療法科
  - 言語科
  - 心理科
  - 体育科
  - 職能科 （本院独自科目）
  - リハビリテーション工学科 （かながわロボットクリニック）
  - 調整連絡科
- 医療技術部門
  - 栄養科
  - 薬剤科
  - 検査科
  - 放射線技術科
  - 医療安全推進室
  - 総務局
  - 医療福祉総合相談室
  - 褥瘡対策チーム
  - 感染制御チーム
  - 栄養サポートチーム

## 沿革
- 1973年（昭和48年）8月1日 - 七沢障害・交通リハビリテーション病院開設。
- 1985年（昭和60年）4月1日 - 神奈川リハビリテーション病院に改称。
- 2017年（平成29年）4月1日 - 旧七沢リハビリテーション病院脳血管センターを統合し、新神奈川リハビリテーション病院となる。

## 認定・指定
- 健康保険法医療機関
- 労災保険法指定医療機関
- 障害者総合支援法医療機関（更生医療）
- 障害者総合支援法医療機関（育成医療）
- 障害者総合支援法自立支援医療機関（精神通院医療）
- 身体障害者福祉法指定医の配置されている医療機関（15条指定医）
- 生活保護法指定医療機関
- 結核指定医療機関
- 戦傷病者特別援護法指定医療機関
- 原爆医療法指定医療機関
- 臨床研修指定病院
- 労災外科後処置医療
- 労災保険法アフターケア実施医療機関
- 義肢採取型指導実施医療機関

## 再編計画
- 2016年（平成28年）6月16日 - 新築した福祉棟へ入所者150人と福祉施設を移転する。

- 2017年（平成29年）- 七沢リハビリテーション病院脳血管センターを2017年3月28日に閉院して神奈川リハビリテーション病院と機能を統合し、新築した280床の新病院となる[1]。

- 2018年（平成30年）8月 - 旧七沢リハビリテーション病院脳血管センターの施設を医療法人社団葵会に譲渡。AOI七沢リハビリテーション病院となる[2]。

## 雑記
- 「華麗なる一族」第4回、第5回（2007年、TBSテレビドラマ） - 登場人物が入院した慶応大学附属病院として中庭などで撮影した[3]。

## 交通アクセス
出典
| 乗車停留所       | 系統                         | 下車停留所         | 運行事業者 |
| ---------------- | ---------------------------- | ------------------ | ---------- |
| 厚木バスセンター | 厚33・厚38・厚39             | 「神奈川リハビリ」 | ■神奈中    |
| 伊勢原駅         | 伊31・伊34・伊35・伊36・伊37 | 「神奈川リハビリ」 | ■神奈中    |
| 愛甲石田駅       | 愛11・愛12                   | 「神奈川リハビリ」 | ■神奈中    |

## 周辺
- 七沢森林公園

## その他
リハビリテーション病院専門病院としての機能の他に、2017年（平成２９年）４月１日より、「かながわリハビリロボットクリニック」（略称ＫＲＲＣ）として、ロボットを活用したリハビリテーションの相談窓口を開設した。